# The Righteous Brothers
The Righteous Brothers fue un dúo musical compuesto por Bill Medley y Bobby Hatfield en 1963 cerca de Los Ángeles, California. En 1964, el grupo grabó su máximo éxito You've Lost That Lovin' Feelin' logrando el número 1 en las listas de Estados Unidos y Gran Bretaña. Otra de sus mejores canciones se titula "Unchained Melody" (Melodía Desencadenada), creada a mediados de los años cincuenta, que ellos interpretaron en 1965, y que fue incluida como tema principal en la película "Ghost", en 1990.

## Carrera musical
The Righteous Brothers comenzaron su carrera musical en el pequeño sello Moonglow Records en 1963 grabando dos singles moderadamente exitosos, “Little Latin Lupe Lu” y “My Babe”. Su primer gran éxito llegó de la mano del productor Phil Spector en 1965, con “You've Lost That Lovin' Feelin'”, canción escrita por el propio Spector junto a Barry Mann y Cynthia Weil, la canción también consolidó al "Muro de Sonido", estilo muy característico de Phil Spector; el sencillo llegó al número uno en las listas de éxitos británicas y estadounidenses y está considerada por la organización BMI como la canción que más veces ha sonado en la radio y televisión norteamericana durante el siglo XX.
Bajo la producción de Phil Spector, el dúo grabó una serie de sencillos de éxitos como “Just Once in My Life”, “Unchained Melody” y “Ebb Tide”, todos alcanzaron el Top 10 del Billboard estadounidense. Sin embargo la relación del dúo con el productor fue tensa y a finales de 1965 rompieron el contrato con este y se marcharon a Verve/MGM Records, que pagó un millón de dólares para comprar el contrato.
En 1966 publican “(You’re My) Soul and Inspiration” escrita por Barry Mann y Cynthia Weil y producida por Bill Medley que trató de simular el estilo de Spector. El tema logró llegar al número uno de las listas norteamericanas permaneciendo tres semanas en el puesto.
Tras más de 40 singles de éxito, la popularidad del dúo comenzó a declinar y finalmente decidieron separarse en 1968.
En 1974 regresan para grabar “Rock and Roll Heaven”, un tema de Alan O’Day basado en las recientes muertes de las estrellas del Rock (Janis Joplin, Jimi Hendrix, Jim Morrison, Otis Redding, Jim Croce y Bobby Darin) con el que alcanzaron el número 3 del Billboard Hot 100.
En 1987 Bill Medley grabó con Jennifer Warnes, la canción “(I’ve Had) The Time of My Life,” canción principal de la película "Dirty Dancing".
En 1990, "Unchained Melody", volvió a estar de moda, gracias a su aparición en la película "Ghost", a partir de ese momento se volvió la canción más conocida.
The Righteous Brothers fueron incluidos en el Salón de la Fama del Rock and roll el 10 de marzo de 2003.
En 2005 fueron incluidos en el Salón de la Fama de los Grupos Vocales.

## USyUKhit singles

### Righteous Brothers
- 1963: "Little Latin Lupe Lu" - #49 US
- 1963: "My Babe" - #75 US (re-charted in 1965 at #101 US)
- 1964: "You've Lost That Lovin' Feelin'" - 1 US, #1 UK
- 1965: "Bring Your Love To Me" - # 83 US / "Fannie Mae" - #117 US
- 1965: "Just Once In My Life" - #9 US
- 1965: "You Can Have Her" - #67 US
- 1965: "Justine" - #85 US
- 1965: "Unchained Melody" - #4 US, #14 UK / "Hung On You" - #47 US
- 1965: "Ebb Tide" - #5 US, #48 UK
- 1966: "Georgia On My Mind" - #62 US
- 1966: "(You're My) Soul and Inspiration" - #1 US (Gold), #15 UK
- 1966: "He" - #18 US / "He Will Break Your Heart" [a.k.a. "He Don't Love You (Like I Love You)"] - #91 US
- 1966: "Go Ahead and Cry" - #30 US
- 1966: "On This Side of Goodbye" - #47 US
- 1966: "The White Cliffs of Dover" - #21 UK
- 1966: "Island in the Sun" - #24 UK
- 1967: "Melancholy Music Man" - #43 US
- 1967: "Stranded in the Middle of Noplace" - #72 US / "Been So Nice" - #128 US
- 1969: "You've Lost That Lovin' Feelin'" (re-issue) - #10 UK
- 1974: "Rock and Roll Heaven" - #3 US
- 1974: "Give It to the People" - #20 US
- 1974: "Dream On" - #32 US
- 1977: "You've Lost That Lovin' Feelin'" (re-issue) - #42 UK
- 1990: "Unchained Melody" (re-issue) - #13 (plus Adult Contemporary #1) US, #1 UK
- 1990: "Unchained Melody" (new 1990 recording for Curb Records) - #19 US (Platinum)
- 1990: "You've Lost That Lovin' Feelin'" / "Ebb Tide" (re-issue) - #3 UK

### Bill Medley
- 1968: "I Can't Make It Alone" - #95 US
- 1968: "Brown Eyed Woman" - #43 US
- 1968: "Peace, Brother, Peace" - #48 US
- 1981: "Don't Know Much" - #88 US
- 1982: "Right Here and Now" - #58 US
- 1987: "(I've Had) The Time of My Life" with Jennifer Warnes - 1 US (Pop and AC) (Gold), #6 UK
- 1988: "He Ain't Heavy, He's My Brother" - #25 UK

### Bobby Hatfield
- 1969: "Only You (And You Alone)" - #95 US